# Euric
Euric, né vers 420 et mort en 484 à Arles, est à la tête du royaume wisigoth de Gaule et d'Hispanie de 466 à sa mort.
Son règne est marqué par l'expansion de la domination wisigothique sur toute l'Aquitaine romaine, notamment par la conquête de l'Auvergne (475), sur le sud de la Narbonnaise (477) et sur la plus grande partie de l'Hispanie. Il dénonce le fœdus de 418 qui liait les Wisigoths a l'empire romain, donnant de facto l'indépendance totale à son royaume. 
Chrétien arien, il a de mauvaises relations avec les évêques en place, qui sont « nicéens », c'est-à-dire dans la tradition du concile de Nicée de 325, par la suite appelée « catholique ».

## Contexte
La vie d'Euric se déroule dans le cadre de l'Empire romain divisé depuis le règne de Dioclétien entre empire d'Occident et empire d'Orient, à l'époque où l'empire d'Occident connaît un déclin rapide jusqu'à son abolition en 476 par le Germain Odoacre. La capitale effective de l'empire d'Occident jusqu'en 476 est Ravenne.
En 406, les Suèves et les Vandales franchissent le Rhin et s'installent ensuite respectivement en Galice et en Afrique. En 410, les Wisigoths, dans l'empire d'Orient depuis 378 (bataille d'Andrinople), prennent Rome et la mettent à sac. En 418, ils sont installés en Aquitaine et fondent le royaume wisigoth de Toulouse. En 437, les Burgondes quittent Worms et viennent fonder un royaume dans le nord de la Narbonnaise (capitale : Genève).
À la tête du royaume de Toulouse se succèdent Théodoric Ier (418-451), puis ses trois fils : Thorismond (451-453), Théodoric II (453-466) et Euric (466-484). Euric est donc roi des Wisigoths au moment de la disparition de l'empire d'Occident.

## Biographie

### Origines familiales et formation
Troisième fils du roi Théodoric, il devient roi après avoir assassiné Théodoric II, fils comme Thorismond de Pédauque, princesse wisigothe, alors qu'Euric est le fils d'Amalaberge, princesse ostrogothe.
Il parle, en plus du gotique, le grec[réf. nécessaire] et le latin, mais, refusant de parler cette langue, demande toujours des interprètes lors de ses entretiens avec les ambassadeurs romains.

### Débuts de règne
De sa capitale, Toulouse, il envoie des ambassadeurs chargés d'annoncer son avènement à l'empereur d'Orient Léon, aux rois des Suèves (en Hispanie) et des Vandales (en Afrique). Il reçoit des ambassadeurs, notamment de l'empire romain d'Orient de la Perse sassanide[réf. nécessaire]. 
Il réside souvent près de l'actuelle Aire-sur-l'Adour (Landes), ville importante à l'époque en raison de sa situation entre la Gaule et l'Hispanie.
Il est soutenu par le préfet du prétoire des Gaules, qui réside à Trèves, Arvandus, dont une lettre, preuve de sa duplicité envers l'Empire romain d'Occident, interceptée par des émissaires romains, le condamne à mort[pas clair]. 
Sa cour est composée de Wisigoths et de Gallo-Romains comme Seronatus, son « premier ministre »[pas clair], Léon son jurisconsulte et porte-parole, ses courtisans comme Lampridius[réf. nécessaire]. Même parmi les militaires de haut rang, on trouve des membres de l'ancienne noblesse sénatoriale romaine comme les ducs Namatius, Victor ou Vincent[réf. nécessaire].

### Conquête de l'Aquitaine (469–475)
En 469, Euric étend sa domination jusqu'à la Loire, après la bataille de Déols remportée sur les Bretons du roi Riothamus, allié avec les Romains. 
Il envisage alors de s'emparer du diocèse de Clermont dont Sidoine Apollinaire vient d'être nommé évêque. En 469 et 470, Seronatus prépare l'armée gothique en organisant des routes[pas clair] vers l'Auvergne. L'Auvergne est alors une dépendance du royaume des Burgondes, dont la capitale est Genève.
Une coalition se forme alors contre lui. L'empereur Anthémius envoie pour soutenir les Burgondes une armée qui est vaincue à Arles en 471. Le fils de l'empereur, Anthemiolus, y est tué. Les Burgondes sont sur la défensive et Euric porte la guerre en Auvergne, sous la direction du duc Victor, chargé des opérations autour de Clermont. Après un long siège, Clermont tombe en 475. Le traité de reddition est qualifié de « honteux » par Sidoine Apollinaire. La province d'Aquitaine première est désormais entièrement aux mains des Wisigoths.

### Conquête de l'Hispanie (473–476)
Installés en Galice, les Suèves attaquent des territoires d'Hispanie contrôlés par les Wisigoths, qui envahissent alors la Lusitanie; s'emparant d'Astorga et de Coimbra en 473. L'Hispanie wisigothique est dirigée par les comtes Gauterit à Pampelune et Saragosse, Heldefred et Vincent à Tarragone et sur le littoral méditerranéen. Euric s'empare de la quasi totalité de la péninsule Ibérique en 476, au moment de la déposition du dernier empereur romain d'Occident, Romulus Augustule.

### Conquête de la Narbonnaise deuxième (475–476)
En 475, l'empereur Julius Nepos vient à Arles pour demander à Euric de cesser ses conquêtes[pas clair]. 
Mais après 476, Euric conquiert Marseille et d'autres places fortes des territoires à l'est du Rhône. En 477, l'empereur d'Orient Zénon reconnaît à Euric la possession de la Narbonnaise deuxième (jusqu'au Var) et des Alpes maritimes (au-delà du Var).

### Un roi arien
Comme tous les Germains, sauf les Francs qui sont encore polythéistes, Euric est un chrétien de confession arienne, hostile à l'Église officielle nicéenne dirigée par le pape romain. Il mène des persécutions, faisant détruire de nombreuses églises laissées à l'abandon, et exilant les évêques nicéens trop hostiles à son autorité. Il organise l'élection de nouveaux évêques comme celle du métropolitain de Bourges en 471, où le vote n'est plus laissé au seul choix de l'assemblée des évêques de la province.
Cependant après la prise d'Arles en 476, ses relations avec les représentants de l'Église nicéenne (ultérieurement appelée « catholique ») n'ont pas laissé trace de tels actes de violence[pas clair].

### Mort et funérailles
Euric meurt de causes naturelles à Arles, peu de temps, semble-t-il[pas clair], après l'évêque Léonce à la fin de 484. 
Alaric, son fils aîné et légitime, né de son mariage avec Ragnahilde, princesse d'origine franque, burgonde ou ostrogothe, lui succède. Il laisse aussi une fille légitime, Evochilde.

## Le code d'Euric (Codex Euricianus)
Euric est un des premiers[pas clair] rois germaniques à avoir établi un code juridique. Entre 460 et 470, il fait mettre par écrit les lois et les coutumes wisigothiques, jusque là purement orales. 
Le code d'Euric, influencé par le droit romain, et a ensuite inspiré le droit espagnol[réf. nécessaire]. Ce code remplace l'édit de Théodoric II, mais va ensuite être remplacé par le code d'Alaric, promulgué par son fils Alaric II en 506.
Quelques exemples de lois euriciennes :
- Pour le meurtre d'un homme dont l'âge est compris entre 20 et 50 ans, le meurtrier ou sa famille devront payer une amende compensatrice (wergeld) de 300 sous d'or ;
- Pour le meurtre d'un homme de 65 ans et plus, l'amende est de seulement 100 sous.

#### Sources anciennes
- Jordanès, Histoire des Goths [détail des éditions] [lire en ligne], VIe siècle.

#### Sources modernes
- François Zosso et Christian Zingg, Les Empereurs romains, 27 av. J.-C. – 476 ap. J.-C., Paris, Errance, 1994, 260 pages.
- Renée Mussot-Goulard, Les Goths, Biarritz, Éditions Atlantica, mai 1999, 323 p. (ISBN 978-2-84394-140-5).